# 1-й піхотний полк «Inmemorial del Rey» (Іспанія)
1-й піхотний полк «Споконвіку королівський» (ісп. Regimiento de Infantería Inmemorial del Rey no. 1) — гвардійський піхотний полк Сухопутних військ Іспанії, який вважається найстарішим військовим підрозділом у світі, який досі існує.

## Історія
Король Кастилії Фернандо III у 1248 році під час завоювання Севільї настільки захопився сміливістю й хоробрістю солдатів, з якими безпосередньо йшов у бій, що після завершення кампанії та розпуском військ вирішив назавжди залишити цей підрозділ, створивши одну з перших постійних армій у Європі з часів Римської імперії.
28 серпня 1632 року, з ініціативи іспанського короля Філіппа IV, було наказано сформувати спеціальний військовий корпус із солдатів-ветеранів і лицарів знатного походження — людей настільки вправних, що вони бралися за зброю лише тоді, коли монарх переймав командування особисто.
Формування корпусу почалося в Альмансі в 1634 році, підрозділ складався з трьох батальйонів, організованих у вигляді п'ятнадцяти рот (по п'ять на батальйон) з 90 аркебузирів, 40 мушкетерів і 60 піхотинців, кірасирів і пікінерів у роті, а також призначені офіцери. Пізніше, у 1638 році, було додано ще 5 рот, що утворили 4-й батальйон. Першим командувачем полку став граф-герцог Оліварес дон Гаспар де Гусман.
У 1640 році Філіп IV підвищив статус полку до королівської гвардії, а в 1664 році — до терції «Кастилія». 1707 року полк отримав почесне найменування «Кастильський». Він здобув славу під час Війни за іспанську та Італійських кампаній (1718—1749), зрештою 7 січня 1766 року він отримав назву Королівський піхотний полк.
Того ж року король Карл III, на відзнаку давності полку і його лояльність до корони, оголосив його «Споконвічним».
Після різноманітних історичних змін у втраті та отриманні своєї назви, полк отримав своє нинішнє позначення в 1995 році.

## Зв'язки з королівською родиною
Традиційно, оскільки полк пов'язаний з іспанською королівською сім'єю та сувереном у його / її обов'язку генерал-капітана та головнокомандувача збройними силами, усі принци Астурії з 1862 року зараховуються до почесних солдатів 1-го полку. Дотримуючись традиції, Феліпе Бурбонський і Грецький (принц Астурії та спадкоємець корони) зайняв свою посаду солдата в 1977 році.

## Традиційна уніформа
Щоб відзначити давні військові традиції Іспанії, у 1981 році король Хуан Карлос I прийняв пропозицію начальника штабу Сухопутних військ створити дві роти з історичною уніформою та озброєнням, які б могли брати участь у спеціальних церемоніях як почесна варта.

### XVIII століття
Сучасна уніформа Першого піхотного полку походить із часів наприкінці правління Карла III, з 1780 по 1786 рік, коли полк мав два батальйони, кожен з яких складався з дев'яти рот — гренадерської та і восьми стрілецьких. Перша рота почесної варти носить білий піхотний мундир цього періоду, із зеленою обшивкою та ботонерами (металевими ґудзиками) на жилеті та фраку. Друга рота носить синю форму з червоними обшивками та подібними відзнаками. Вони відображають історичні кольори іспанської королівської гвардії.
Гренадерам сучасного піхотного полку «Inmemorial del Rey» № 1 заборонено носити окуляри, але бороди нещодавно дозволили. Історично добір у гренадерські роти іспанської піхоти був відзнакою, як правило, для найсміливіших і найвищих солдатів полку. Ці добірні люди марширували на чолі полку, супроводжували прапори та мали сформувати авангард під час штурму укріпленої позиції. Вони носили короткі шаблі, що збереглися й в сучасному полку. Високий гренадерський кашкет (що додатково підвищував їхній зріст) і латунні знаки розрізнення на ремінці підсумка плюс сардини (спеціальне плетіння), які носили на манжетах, виділяли ці елітні роти.
Описану уніформу також носить штабний персонал і підрозділ розвідки (ісп. gastadores).

### Початок XX століття
На додаток до уніформ XVIII століття піхотний полк «Inmemorial del Rey» на час урочистостей вбирає деякі роти, а також полковий оркестр у парадні мундирі іспанської лінійної піхоти, які носили за короля Альфонсо XIII (1902—1931). Він складається з характерного «ros» (ківер), темно-синіх тунік з червоною обшивкою та червоних штанів.

## Поточні функції
Сучасний 1-й піхотний полк є підрозділом, відповідальним за безпеку штабу Сухопутних військ, забезпечення та підтримку, необхідні для його функціонування, а також допомагає забезпечувати виконання будь-яких доручень влади:
- Забезпечення безпеки працівників і установ штабу.
- Організація та управління матеріальним забезпеченням, необхідними для оптимального функціонування служби Палацу Буенавіста, а також постачання центрів, у які він інтегрований.
- Мобільність органів влади та генштабу.
- Віддання встановлених почестей у гарнізоні Мадрида та, як виняток, в інших гарнізонах. У загальному плані цє включає прийом глав держав та інших представників цивільних і військових органів влади, а також участь у культурних, соціальних і релігійних заходах, які мають велике значення в Мадриді та в інших місцях.

## Організація та відзнаки
Для виконання зазначених функцій полк організований у такі підрозділи, а також командний склад:
|  | Батальйон почесної варти «Стара гвардія Кастилії» (Guardia Vieja de Castilla), який виконує обов'язки почесної варти та інші церемоніальні та громадські обов'язки, складається з двох рот піхоти, артилерійської частини з шістьма гаубицями 105/14 і корпусу барабанників у формі та музикантів з інструментами 1780-х років поряд із сучасними простими трубами. |
|  | Автомобільна частина (Unidad de Automóviles) на 274 одиниці техніки. |
|  | Підрозділ підтримки штабу (Unidad de Plana Mayor) з двома ротами: Compania de Plana («Синя рота») штабу та підтримки, де призначено армійський персонал, який виконує функції адміністративної підтримки центрів та установ штабів армії, і Compania de Servicios («Зелена рота»), яка забезпечує належне функціонування інфраструктури, а також благополуччя персоналу, розміщеного в штабах армії. |
|  | Полковий оркестр (Unidad de Música) налічує 65 осіб. Він добре відомий по всій Іспанії якістю своїх концертів. Оркестр носить синьо-червону парадну форму піхоти, прийняту в 1908 році. Це один із найстаріших музичних підрозділів іспанської армії. Оркестр полку інтегрований до його підрозділу підтримки та базується в Палаці Буенавіста. Поряд з полковим оркестром є Корпус барабанів (Banda de Guerra), що складається з труб і барабанів, а також групи волинок і дудалок. Гурт багато виступав у Європі та Америці та мав численні записи в Іспанії та Франції. Він також виступав з Національним оркестром Іспанії. Разом із музичним підрозділом Королівської гвардії Іспанії він грає на честь глав урядів під час державних візитів до Іспанії. У той час як оркестри є частиною Загального оркестрового корпусу та випускниками Центральної академії оборони, окремий Корпус барабанів складається з обслуговуючого персоналу полку. |

## Цивільна допомога
Окрім регулярних функцій, полк брав участь у місіях на підтримку цивільного населення, коли це було необхідно, наприклад, екологічне очищення, проведене в Галісії після затоплення танкера «Prestige».